# 319 (szám)
A 319 (római számmal: CCCXIX) egy természetes szám, félprím, a 11 és a 29 szorzata.

## A szám a matematikában
A tízes számrendszerbeli 319-es a kettes számrendszerben 100111111, a nyolcas számrendszerben 477, a tizenhatos számrendszerben 13F alakban írható fel.
A 319 páratlan szám, összetett szám, azon belül félprím, kanonikus alakban a 111 · 291 szorzattal, normálalakban a 3,19 · 102 szorzattal írható fel. Négy osztója van a természetes számok halmazán, ezek növekvő sorrendben: 1, 11, 29 és 319.
A 319 négyzete 101 761, köbe 32 461 759, négyzetgyöke 17,86057, köbgyöke 6,83277, reciproka 0,0031348. A 319 egység sugarú kör kerülete 2004,33611 egység, területe 319 691,61002 területegység; a 319 egység sugarú gömb térfogata 135 975 498,1 térfogategység.